# Григорій Відорт
Григорій Адамович (Грицько, Григір, Грегор, Гжегож, Ґжеґож) Відорт (пол. Grzegorz Widort), (12 березня 1764, с. Небещани, Польща — 1834, с. Кузьмин, тепер Красилівського району Хмельницької області)  — польський  та український поет, співак, торбаніст.

## Біографія
Народився 12 березня 1764 року в селі Небещани (в сучасному Підкарпатському воєводстві в Польщі). В юнацькі роки пройшов школу гри на торбані. Наймаючись на службу до магнатів, навчав їх співу, грі на інструменті.
Виїхавши до Петербурга, при дворі Катерини II навчав грі на торбані придворних дам. Через деякий час повернувся в Україну. Був придворним співаком князя Євстахія Санґушка.
Почав складати свої пісні і музику до них. Познайомившись із власником Кузьмина графом Ржевуським, перейшов на службу до нього і оселився в Кузьмині.
Узяв участь у польському повстанні 1830—1831 рр. У 1834 році помер у селі Кузьмин. Похований на католицькому кладовищі.
У репертуарі Відорта, крім польських та українських народних пісень, були його власні та пісні Вацлава Жевуського. Найвідоміші твори: «Спів Ревухи», «Пісня Відортова», «Подорож Вацлава Жевуського», «Золота борода». В XIX ст. належав до найвідоміших і найпопулярніших музикантів-торбаністів.
Традиції Григорія Відорта продовжили його син Каєтан Відорт (1804—1852) та онук Франциск Відорт (1831 — після 1890), від якого Микола Лисенко записав слова й мелодії кількох пісень. І коли Григорій, та Каетан складали пісні про козацькі подвиги, то Франциск співав уже та складав мадригали на родинні свята свого пана.